# North Benfleet
North Benfleet est un village et une ancienne paroisse civile de l'Essex, en Angleterre.
Avant 1066, North Benfleet appartenait au roi Harold, avant d'être transféré à Guillaume le Conquérant.
L'église de Tous les Saints est un mélange de constructions des XIIIe, XIVe et XVe siècles, qui a été reconstruite au cours du XVIIe siècle. Bien qu'elle soit tombée en ruine après de nombreuses années d'inutilisation, elle a été remise en service en mars 2013 par l'Église orthodoxe, qui y célèbre désormais des offices hebdomadaires.
La paroisse de « Bowers Gifford and North Benfleet » a été créée le 1er avril 2010. 